# Хауитт
Хауитт (англ. Howitt) — населённый пункт в районе Карпентария, северо-западный  Квинсленд, Австралия. Население Хауитта — 24 человека.
Хауитт находится в северо-западной части Квинсленда, в 110 км (по автодороге) от районного центра Нормантон. Инфраструктура в Хауитте отсутствует.

## Население
По данным переписи 2016 года, население Хауитта составляло 24 человека,а среднее количество людей в семье составляло 1,4 человека.

##### Половой состав
Из 24 человек 68,2 % составили мужчины, а 31,8 % — женщины. 

##### Средний возраст населения
Средний возраст населения составил 58 лет.